# Château de Vals
Le château de Vals est un château situé en France sur la commune de Saint-Santin-Cantalès, en région Auvergne-Rhône-Alpes.

## Historique
Le château de Vals, datant du XVe siècle, fut endommagé pendant les guerres de Religion puis restauré au XVIIe siècle par Jean Dubois. Au XIXe siècle, Jean-Baptiste Rames, géologue, y entreprend de nouveaux aménagements. Il appartient aujourd’hui à la famille de Labeau,.

### Protection
Le château est inscrit au titre des monuments historiques par arrêté du 2 juillet 2010.

## Description
Situé au fond de la vallée de l’Etze, le château se compose d’un corps principal quadrangulaire, d’une tour ronde avec chemin de ronde et de communs à l’est. Son architecture est typique du Cantal avec moëllons volcaniques et toits en lauzes.